# Bitumizacja
Bitumizacja – proces polegający na rozkładzie cząstek organicznych w wodzie morskiej, bez udziału tlenu, ale przy udziale bakterii.